# Antoni Waśkowski
Antoni Waśkowski (ur. 13 czerwca 1885 w Krakowie, zm. 25 lutego 1966 tamże) – polski poeta, dramatopisarz i malarz.

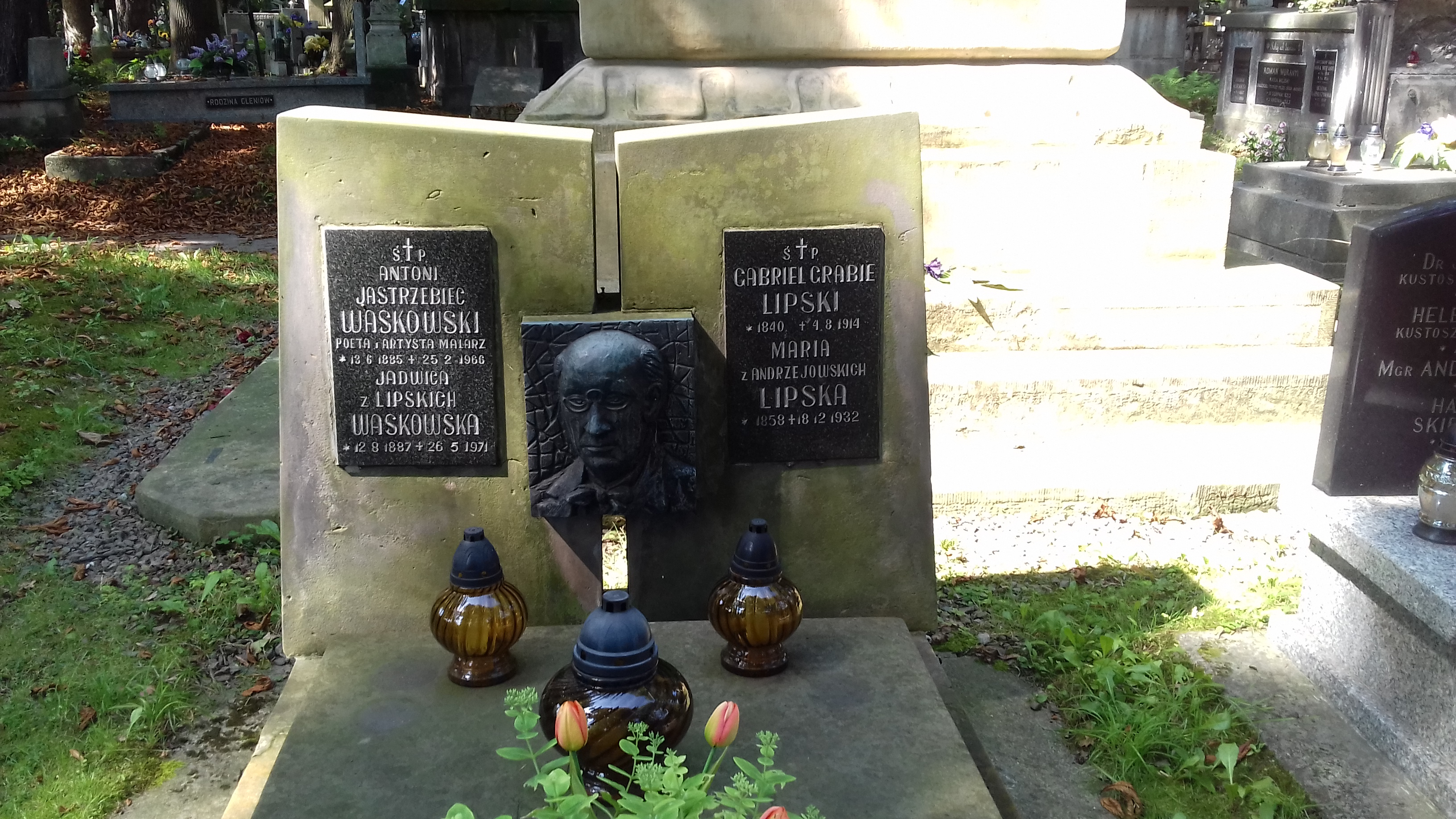
Grób Antoniego Waśkowskiego

## Życiorys
Był spokrewniony ze Stanisławem Wyspiańskim (ich matki były siostrami) i pobierał u niego swoje pierwsze lekcje rysunku. Ukończył gimnazjum w Bochni. Studiował na Uniwersytecie Jagiellońskim polonistykę i historię sztuki. Publikował swe utwory w młodzieżowym piśmie „Pierwiosnek” i w „Głosie Narodu”. W latach 1913–1917 pracował jako asystent w krakowskim Muzeum Narodowym. Od 1927 pełnił funkcję sekretarza w Towarzystwie Przyjaciół Sztuk Pięknych, a także redaktora „Roczników TPSP”. Był też współzałożycielem Związku Literatów Polskich w Krakowie i jego pierwszym sekretarzem (w latach 1917–1929). Studia malarskie ukończył w roku 1929. W 1930 roku został laureatem Nagrody m. Krakowa. Pochowany na cmentarzu Rakowickim w Krakowie (pas 5, wsch.).

## Wybrane utwory
- Lel i Polel (1910)
- Dopust (1912)
- Gwiazdy spadające (1922)
- Gwiazdy Wawelu (1934)
- Znajomi z tamtych czasów (1956)
- Z moich wspomnień o Stanisławie Wyspiańskim (1957)